# Pachycondyla flavopilosa
Pachycondyla flavopilosa is een mierensoort uit de onderfamilie van de Ponerinae. De wetenschappelijke naam van de soort is voor het eerst geldig gepubliceerd in 1942 door Weber.